# Doireann MacDermott
Doireann MacDermott (Dublín, 13 de diciembre de 1923-13 de noviembre de 2024) fue una filóloga y centenaria hispano-irlandesa, catedrática de filología inglesa de la Universidad de Barcelona. Fue introductora en España del estudio del idioma y la literatura de los países de habla inglesa de la antigua Commonwealth.

## Biografía
Nació en Dublín (Irlanda) en 1923. Su padre, Anthony MacDermott, irlandés, era comandante de la marina británica; su madre, Evelyn Goodridge, canadiense de San Juan de Terranova educada en Alemania. De 1924 a 1930 vivió con su familia en Bad Ischl (Austria). En 1930 se trasladaron a la isla de Wight, al sur de Inglaterra. En 1939 murió su hermano Diarmuid MacDermott en el hundimiento del buque de guerra HMS Royal Oak por un submarino alemán en Scapa Flow, al inicio de la Segunda Guerra Mundial. En 1941 se alistó en la Royal Navy ―la marina de guerra británica―, y sirve en diversos puertos del sudoeste de Inglaterra, todos severamente bombardeados. En 1947 inició sus estudios en la Universidad de Londres y obtuvo la licenciatura en 1950. Siguió un curso de francés en la Universidad de Ginebra, donde conoció a su futuro marido, Ramón Carnicer Blanco. De 1950 a 1952 fue docente en un colegio internacional en Suiza. En 1952 se estableció en Barcelona donde fue profesora del Instituto Británico hasta 1956. En junio de 1953 se casó con Ramón Carnicer en Vallvidrera. En 1953 fundó con Ramón Carnicer Blanco la Escuela de Idiomas Modernos en la Universidad de Barcelona. De 1953 a 1967 fue profesora y jefe de la sección de inglés en la Escuela de Idiomas Modernos. En 1955 recibió el nombramiento como primera profesora de la recién creada sección de Filología Germánica de la Universidad de Barcelona. En 1962 se licenció en Filosofía y Letras por la Universidad de Madrid. En 1964 se doctoró en Filosofía y Letras por la Universidad de Barcelona con sobresaliente cum laude y premio extraordinario por su tesis La otra cara de la justicia, estudio sobre el mundo de la delincuencia en la literatura inglesa, por el que recibe en 1965 el premio Ciudad de Barcelona y que publicó en 1966 Plaza & Janés.
Ganó la oposición de cátedras de Instituto y enseñó Lengua Inglesa en el Instituto Menéndez y Pelayo de Barcelona. En 1967 ganó la primera cátedra de Lengua y Literatura Inglesa de la Universidad de Zaragoza, y entre 1968 y 1971 dirigió el Instituto de Idiomas de dicha Universidad. En 1971 obtuvo la cátedra de Lengua y Literatura inglesa de la Universidad de Barcelona y dirigió el departamento de Filología Inglesa desde 1971 hasta 1989. En 1978 publicó el libro Aldous Huxley, anticipación y retorno (Plaza & Janés, 1978) tras una larga investigación sobre Aldous Huxley y su obra y una estancia en la Universidad de California en San Diego. En 1978 impartió un curso en la Universidad de Barcelona sobre la colonización de Australia. En 1980 visitió Australia, donde recorre todo el país, invitada por el gobierno australiano. Entre 1990 y 1996 presidió la EACLALS (European Association for Commonwealth Studies), dedicada al estudio del idioma y la literatura de los países de habla inglesa (Commonwealth) como Canadá, Australia, India o Nigeria. Doireann MacDermott fue pionera en la introducción en España de los estudios del poscolonialismo y publicó numerosos artículos sobre esta temática. Anualmente se celebra en la Universidad de Barcelona una conferencia que lleva su nombre.
Publicó libros y numerosos artículos en España y otros países. Colaboradora en revistas como Laye e Historia y Vida y en publicaciones académicas en España y en el extranjero. Ha dado numerosas conferencias, organizando y participando con ponencias en conferencias internacionales y ha viajado extensamente por Europa, Norteamérica, Centroamérica y Caribe, India, Australia, China y países de África.
Traductora de numerosos libros del inglés y al inglés y también del alemán y el francés al castellano, algunos en colaboración con Ramón Carnicer. Realizó la introducción, cronología y bibliografía de los libros de la serie Clásicos Universales de la editorial Planeta. Publicó 16 artículos sobre autores ingleses en la Enciclopedia Salvat de Literatura y otros 13 en la Enciclopedia Rialp.

## Obras

### Ensayos y estudios literarios
- La representación de "Romeo y Julieta" en el teatro isabelino. Barcelona: Estudios Escénicos, Cuadernos del Instituto del Teatro, núm. 11, 1965, 89 pp.
- La otra cara de la justicia. Barcelona: Plaza & Janés, 1966, 254 pp. Ensayo sobre el mundo del delito según el testimonio de la literatura inglesa.
- Smelfungus and Yorick. Zaragoza: Facultad de Filosofía y Letras, 1969
- Novelistas ingleses. Madrid: Sociedad General Española de Librería, 1976, 172 pp. Un perfil de 24 escritores ingleses con una selección de textos.
- Aldous Huxley, anticipación y retorno. Barcelona: Plaza & Janés, 1978, 282 pp. Estudio completo de la vida y la obra de Aldous Huxley.
- Autobiographical and biographical writing in the Commonwealth, ed. Doireann MacDermott. Sabadell: Ed. AUSA, 1984, 259 pp. Actas de la conferencia de EACLALS, Sitges, 1984.[13][14]
- Civilización de los países de habla inglesa. Barcelona: PPU, 1985.
- A passage to somewhere else, ed. Doireann MacDermott y Susan Ballyn. Barcelona: PPU, 1988. Actas de la conferencia de la Commonwealth en la Universidad de Barcelona, 1987
- Australia’s changing landscapes, ed. Susan Ballyn, Doireann MacDermott, Kathleen Firth. Barcelona: PPU, 1995. Actas de la segunda conferencia de la EASA, Sitges y Barcelona, 1993
- Who’s who in EACLALS, ed. Susan Ballyn, Kathleen Firth, Doireann MacDermott. Barcelona: PPU, 1996
- Thursday’s Child has far to go (2000), memorias.

### Teatro
- Rosencrantz and Guildenstern are Dead but they Won’t Lie Down. Barcelona: Edicions Universitat de Barcelona, 1982, y No Nunneries for Us, representadas en el Instituto del Teatro de Barcelona y en el Teatro Prado de Sitges (1982).

### Como autora de la introducción, cronología y bibliografía
- John Millington Synge: Cuatro obras: The Aran Islands, The Shadow of the Glen, Riders to the Sea, The Payboy of the Western World. Madrid: Clásicos de Lengua Inglesa Alhambra, 1982.
- Charles Dickens: Los documentos póstumos del Club Pickwick. Barcelona: Clásicos Universales Planeta, 1980.
- Nathaniel Hawthorne: La casa de las siete torres. Barcelona: Clásicos Universales Planeta, 1982.
- Walter Scott: Rob Roy. Barcelona: Clásicos Universales Planeta, 1983.
- Laurence Sterne: Tristram Shandy. Barcelona: Clásicos Universales Planeta, 1984.
- Edgar Allan Poe: Cuentos. Barcelona: Clásicos Universales Planeta, 1987.
- George Eliot: El molino junto al Floss. Barcelona: Clásicos Universales Planeta, 1988.

## Traducciones

### Traducciones del español al inglés
- Ramón Otero Pedrayo: Santiago de Compostela. Barcelona: Noguer, 1953.
- José María Castroviejo: Rías Bajas of Galicia. Barcelona: Noguer, 1953.
- José María Souvirón: Málaga. Barcelona: Noguer, 1958.
- Justo Pérez de Urbel: Burgos. Barcelona: Noguer, 1959.
- Arturo Llopis: Ibiza. Barcelona: Noguer, 1960
- Carmelo Cabrera: Tenerife. Barcelona: Noguer, 1962.
- Ignacio Aldecoa: The Basque Country. Barcelona: Noguer, 1963.
- José Manuel Caballero Bonald: Cádiz, Jerez and Los Puertos. Barcelona: Noguer, 1963.
- José Luis Acquaroni: Andalusia. Barcelona: Noguer, 1964.

### Traducciones del francés al inglés
- Paul Morand: Majorca. Barcelona: Noguer, 1962.

### Traducciones del alemán al inglés
- Karl Ipser: Vatican Art. Londres: W.H. Allen, 1957.

### Traducciones del alemán
- Método de inglés Vergara. Barcelona: Vergara, 1964.

### Traducciones del inglés al español (en colaboración con Ramón Carnicer)
- Edward Whymper: Escaladas en los Andes. Barcelona: Juventud, 1953
- Conrad Richter: La ciudad. Barcelona: Luis de Caralt, 1955
- Edith Unnerstad: Vacaciones en Suecia. Barcelona: Noguer, 1960.

## Sobre Doireann MacDermott
- Varios autores: Festschrift from Lleida for Professor Doireann MacDermott. Lleida, Estudi General, 1990.[15]

## Entrevista
- 15 minuts amb Doireann MacDermott. Entrevista en video (en inglés) realizada por la Universidad de Barcelona, 2014.[16]

- La pionera de estudiosos ingleses que se enamoró del Bierzo. Artículo de Ana Gaitero en el Diario de León, 2023.[17]